# The Gates of Creation
The Gates of Creation (cu sensul de Porțile Creației, 1966) este un roman științifico-fantastic al scriitorului american Philip José Farmer. Este al doilea roman din seria de romane World of Tiers (1965–93).

## Cadru
Romanul și seria au loc într-o serie de universuri construite artificial, create și conduse de ființe decadente (numite "Lorzi") care sunt identice din punct de vedere genetic cu oamenii, dar se consideră superioare, acestea au moștenit o tehnologie avansată pe care nu o mai înțeleg. Această tehnologie permite "Lorzilor"  (sau "Thoans" așa cum i-a denumit Farmer în introducerea sa pentru un joc video RPG) să creeze forme noi de viață și, de asemenea, să prevină îmbătrânirea sau boala, făcându-i efectiv nemuritori. Tehnologia lor le permite, de asemenea, să creeze mici universuri artificiale (ca de exemplu universul buzunar), planete și stele în aceste universuri și să modifice legile fizicii (de exemplu, schimbarea comportamentului gravitației) pentru a crea fenomene neobișnuite sau interesante în aceste universuri. Călătoria instantanee în interiorul și/sau între aceste universuri este realizată prin utilizarea porților care par să funcționeze ca dispozitive de teleportare sau ca mijloc de a crea găuri de vierme între diferitele regiuni ale spațiului.

## Prezentare
Un semizeu deghizat ca un om de pământ și Lord al planetei cu mai multe niveluri (Lord of the Planet of Many Levels), Wolff-Jadawin trebuie să intre în universul cu mai multe niveluri construit pentru chinul și distrugerea sa  pentru a-și salva mireasa de maestrul satanic Lord Urizen. 

## Legături externe
- en  Istoria publicării lucrării The Gates of Creation la Internet Speculative Fiction Database
- The Gates of Creation la worldcat.org

## Vezi și
- 1966 în literatură
- Realitatea simulată în ficțiune